# Geometrische Porengröße
Die geometrische Porengröße beschreibt den Durchmesser der größten Kugel, die das Gewebe gerade noch passieren kann. Sie wird berechnet auf Basis charakteristischer Gewebeparameter wie Bindungsart, Drahtdurchmesser und Meshcount.
Die zu Grunde liegenden Berechnungsgleichungen wurden am IMVT der Universität Stuttgart im Rahmen der AVIF-Projekte A224 und A251 entwickelt und experimentell validiert.